# Kanton Saint-Symphorien-sur-Coise
Kanton Saint-Symphorien-sur-Coise (francouzsky Canton de Saint-Symphorien-sur-Coise) je francouzský kanton v departementu Rhône v regionu Rhône-Alpes. Tvoří ho 10 obcí.

## Obce kantonu
- Aveize
- La Chapelle-sur-Coise
- Coise
- Duerne
- Grézieu-le-Marché
- Larajasse
- Meys
- Pomeys
- Saint-Martin-en-Haut
- Saint-Symphorien-sur-Coise